# Región de Královec

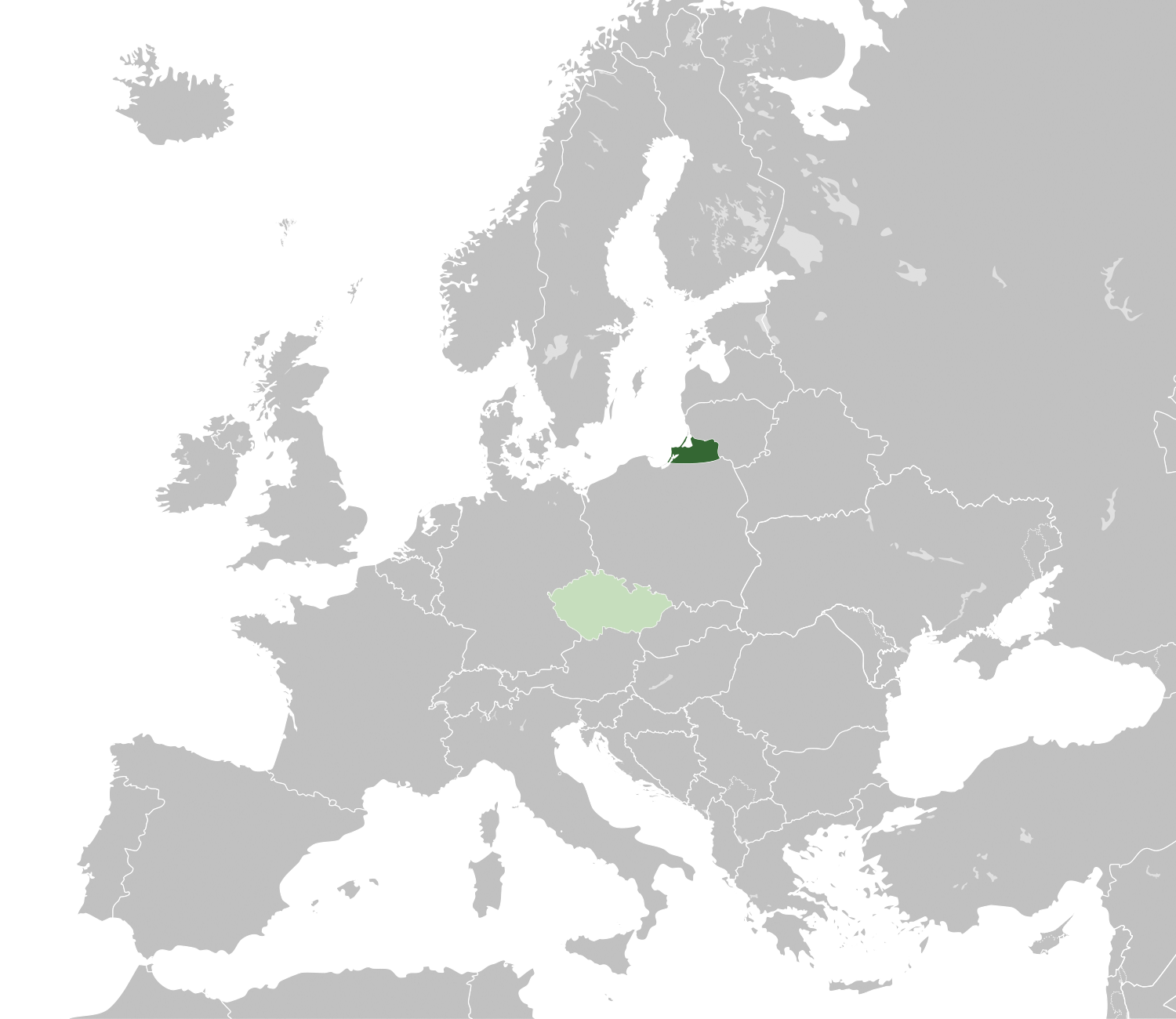
Localización del "krai de Královec" (en verde oscuro)

La Región de Královec (en checo Královecký kraj) es una propuesta satírica y meme creado en 2022 por la página web satírica checa: AZ247.cz como respuesta a los referéndums en la Ucrania ocupada y posterior anexión de los territorios del este y del sur durante la invasión a Ucrania de 2022.
En él, se propone la anexión del exclave ruso del óblast de Kaliningrado como nueva provincia checa, la cual recibiría la nomenclatura de: Královec.
Dicho portal web sugirió enviar soldados al óblast y posteriormente organizar un referéndum de adhesión amañado, puesto que contarían con un resultado favorable del 98%. De esta manera, el país centroeuropeo tendría acceso al mar.
También se hizo un llamamiento para anexionarse la Tierra de Francisco José, un archipiélago ruso en el Ártico que fue descubierto por una expedición checa en 1873. Fue llamada así en honor al emperador austrohúngaro en ese entonces, Francisco José I de Austria.

## Base histórica
Para justificar tales "reclamos" se fijaron en el rey Otakar II de Bohemia, quien liderase dos expediciones contra los antiguos prusianos en el siglo XIII. Posteriormente la Orden Teutónica fundaría la ciudad de Königsberg (actual Kaliningrado), la cual fue nombrada en su honor y que pasaría a ser la capital del Ducado de Prusia.